# Vrapča
Vrapča (cirill betűkkel Врапча, bolgárul Врабча (Vrábcsá)) egy falu Szerbiában, a Piroti körzetben, a Dimitrovgradi községben.

## Népesség
- 1948-ban 309 lakosa volt.
- 1953-ban 266 lakosa volt.
- 1961-ben 175 lakosa volt.
- 1971-ben 84 lakosa volt.
- 1981-ben 61 lakosa volt.
- 1991-ben 31 lakosa volt
- 2002-ben 12 lakosa volt, akik közül 11 bolgár (91,66%), és 1 horvát.